# Tony van Diepen
Tony van Diepen (né le 17 avril 1996 à Alkmaar) est un athlète néerlandais, spécialiste du 400 m et du 800 m.

## Carrière
Il bat le record national en salle pour remporter la médaille de bronze lors des Championnats d’Europe de 2019.

## Palmarès
| Date | Compétition                    | Lieu      | Résultat | Épreuve         | Temps         |
| ---- | ------------------------------ | --------- | -------- | --------------- | ------------- |
| 2019 | Championnats d'Europe en salle | Glasgow   | 3e       | 400 m           | 46 s 13       |
| 2021 | Championnats d'Europe en salle | Toruń     | 2e       | 400 m           | 46 s 25       |
| 2021 | Championnats d'Europe en salle | Toruń     | 1er      | 4×400 m         | 3 min 06 s 06 |
| 2021 | Relais mondiaux                | Chorzów   | 1er      | 4×400 m         | 3 min 03 s 45 |
| 2021 | Jeux olympiques                | Tokyo     | 2e       | 4×400 m         | 2 min 57 s 18 |
| 2022 | Championnats du monde en salle | Belgrade  | 3e       | 4×400 m         | 3 m 06 s 90   |
| 2022 | Championnats du monde          | Eugene    | 2e       | 4 x 400 m mixte | 3 min 9 s 90  |
| 2024 | Championnats du monde en salle | Glasgow   | 3e       | 4 x 400 m       | 3 min 4 s 25  |
| 2025 | Championnats d'Europe en salle | Apeldoorn | 1er      | 4 x 400 m       | 3 min 4 s 95  |
| 2025 | Championnats d'Europe en salle | Apeldoorn | 1er      | 4 x 400 m mixte | 3 min 15 s 63 |

## Records
| Épreuve      | Épreuve   | Temps              | Lieu              | Date            |
| ------------ | --------- | ------------------ | ----------------- | --------------- |
| 400 m        | Plein air | 45 s 83            | La Chaux-de-Fonds | 30 juin 2019    |
| 400 m        | En salle  | 46 s 06            | Toruń             | 5 mars 2021     |
| 800 m        | Plein air | 1 min 44 s 14      | Paris             | 18 juin 2022    |
| 800 m        | En salle  | 1 min 46 s 36      | Liévin            | 15 février 2023 |
| 4x400m       | Plein air | 2 min 57 s 18 (NR) | Tokyo             | 7 août 2021     |
| 4x400m       | Salle     | 3 min 4 s 25 (NR)  | Glasgow           | 3 mars 2024     |
| 4x400m mixte | Plein air | 3 min 9 s 90       | Eugene            | 15 juillet 2022 |